# Hellraiser III
Hellraiser III (Hellraiser III: Hell on Earth) è un film del 1992 diretto da Anthony Hickox. 
È il terzo capitolo della saga di Hellraiser con protagonista il cenobita Pinhead e la misteriosa Scatola di Lemarchand. 
Per l'home video, in Italia, il film è stato distribuito col titolo Hellraiser III - Inferno sulla città.

## Trama
Dopo gli eventi del capitolo precedente il cenobita Pinhead è diviso in due entità: l'anima umana del capitano Elliot Spencer, che si trova nel Limbo, e la manifestazione del suo lato oscuro, che è intrappolata, insieme alla Scatola di Lemarchand, nella Colonna Infernale ("Pillar of Souls"),  la quale, scambiata per una statua, è da poco stata acquistata da J.P. Monroe, proprietario del locale notturno The Boiler Room.
New York. In un pronto soccorso, la reporter televisiva Joanne "Joey" Summerskill, ossessionata da incubi sulla morte del padre in Vietnam, vede un ragazzo venir fatto a pezzi da catene uncinate che, secondo la testimone Terry, sono uscite dalla Scatola che aveva rubato da una scultura al Boiler Room; è così che Joey, volendo fare uno scoop, contatta Terri che, in cambio di ospitalità, le consegna la Scatola e si offre di aiutarla a indagare.
Mentre Pinhead, parzialmente liberatosi grazie al sangue di una ferita di Monroe, convince il ragazzo a procurargli delle vittime di cui nutrirsi a partire da Terri la quale, però, riesce a sfuggire e a dare Monroe in pasto a Pinhead che, così, si libera del tutto dalla Colonna Infernale, uccide Terri e massacra i clienti del locale, Spencer, attraverso un sogno, si mette in contatto con Joey - che intanto ha recuperato un VHS in cui Kirsty Cotton spiega che la Scatola è una porta per l'Inferno - e le rivela che, aprendo la Scatola in un momento in cui non aveva più fiducia nell'umanità, aveva liberato e dato corpo al demone Pinhead e che, per fermarlo, lei dovrà rinchiuderlo nella Scatola e portarlo da lui nel Limbo.
Risvegliatasi, Joey viene attirata al club da Pinhead che, non riuscendo a convincerla a dargli la Scatola, la insegue insieme ad alcune delle sue vittime trasformate in Cenobiti, tra cui anche Terri (ora Dreamer), Monroe (ora Pistonhead) e il cameramen Doc (ora Camerahead). 
Dopo vari tentativi, Joey riesce ad aprire la Scatola rimandando tutti i Cenobiti all’Inferno e, come ricompensa, le viene cocesso di abbracciare il padre morto prima che lei nascesse ma, ben presto, si rende conto che è un trucco di Pinhead che, scampato alla Scatola, ha usato la sua mente per ingannarla; è così che Joey si rende conto di poter far apparire Spencer e, in effetti, lei e il demone si ritrovano nella stanza del capitano dove, dopo che i due si sono fusi nuovamente insieme, usa la Scatola, trasformatasi in un pugnale, per colpire Pinhead al cuore e rimandarlo all'Inferno mentre lei si ritrova sulla Terra e seppellisce la Scatola nelle fondamenta di cemento di un edificio in costruzione.
Tempo dopo. L'edificio sotto il quale è sepolta la Scatola è stato ultimato e i suoi interni sono identici alle incisioni sulla Scatola stessa.

## Distribuzione
Il film è stato distribuito in Italia in home video con il titolo Hellraiser III - Inferno sulla città.

## Colonna sonora
La colonna sonora è stata composta da Randy Miller e comprende il brano Hellraiser dei Motörhead, cover del brano omonimo di Ozzy Osbourne e pubblicato nel singolo Hellraiser del 1992.

## Riconoscimenti
- 1993 BIFFF
  - Premio Pegaso